# Serena Brancale
Serena Brancale (Bari, 4 de mayo de 1989) es una cantautora italiana.

## Biografía

### Primeros años
Nació en 1989, la segunda hija después de su hermana Nicole, de madre, música y profesora italo-venezolana, Maria De Filippis, y padre exfutbolista de la Serie C, Agostino Brancale.
Después de estudiar violín, se gradúa en gráfica publicitaria en la Academia de Bellas Artes de Bari y en canto jazz en el Conservatorio Alfredo Casella de L'Aquila. En 2003, a la edad de catorce años, protagonizó la película Mio cognato dirigida por Alessandro Piva.
En 2009 participó en las audiciones de X Factor, pero luego fue rechazada. En 2011 fundó el Serena Branquartet, grupo con el que grabó un disco en directo. El 7 de noviembre de 2013, se lanzaron las dos canciones debut de la cantante Il gusto delle cose y La mia anima.

### 2015-2018: Festival de San Remo 2015 yGalleggio
En febrero de 2015 participó por primera vez en el concurso del 65° Festival de San Remo en la sección “Nuevas propuestas” con la canción Galleggiare. La cantante se presentó el 12 de febrero de 2015 durante la segunda noche del Festival, siendo eliminada en el choque directo con Giovanni Caccamo, quien posteriormente ganó el evento.
Tras la participación en San Remo, el 25 de febrero de 2015 se lanzó el primer álbum de estudio, Galleggiare, que contiene el sencillo del mismo nombre presentado en el Festival de San Remo y las dos canciones lanzadas en 2013.
Fue invitada a los conciertos de Il Volo el 23 de junio de 2015 en Roma y el 29 de enero de 2016 en Milán (transmitidos en vivo por RTL 102.5), mientras que en 2017 participó en el Best of Soul Tour de Mario Biondi .

### 2018-2024:Vita da artista, colaboraciones yJe sò accussì
En 2018 recibió el premio Lunezia Lifetime Achievement Award en Aulla y firmó un contrato de grabación con el sello Isola degli Artisti. En el mismo año inicia una colaboración con el Saint Louis College of Music de Roma como profesor de cursos de composición, arreglos y canto pop.
El 10 de mayo de 2019 lanzó su segundo álbum Vita da artista, precedido por el lanzamiento del sencillo del mismo nombre el 19 de abril, que contiene colaboraciones con Willie Peyote y Mama Marjas, al que siguió la gira del mismo nombre. El 3 de agosto de 2020 hizo un dueto con Enzo Gragnaniello sobre las notas de Vasame .
El 14 de enero de 2022 se lanzó el video musical de la versión de Je so' pazzo de Pino Daniele, grabado con el músico camerunés Richard Bona. Al comienzo del vídeo aparece un aporte de Quincy Jones, quien expresa públicamente su aprecio por la cantante de Bari y su producción artística.
El 18 de marzo de 2022 se lanzó el sencillo Pessime intenzioni en dúo con Ghemon, que anticipó el tercer álbum de la cantante de Bari titulado Je sò accussì, publicado el 25 de marzo. El álbum, que se acerca a los sonidos funk y neo soul, también contiene otras colaboraciones con artistas como Fabrizio Bosso, Margherita Vicario y Davide Shorty, además de los ya citados Ghemon y Richard Bona. El 27 de mayo de 2022 se lanzó Like a melody, un sencillo realizado en colaboración con Roshelle, el segundo extracto de Je sò accussì.
El 22 de julio de 2022 se lanzó en todas las plataformas digitales la versión de la canción de Caparezza Vieni a ballare in Puglia, revisitada con atmósferas soul y electrónicas.
El 6 de octubre de 2023 regresó con una nueva colaboración, lanzando la canción Voglio di più a dúo con el rapero Clementino.
Entre 2022 y 2024, la cantante de Bari realizó numerosas apariciones televisivas en programas como Bar Stella, Radio 2 Social Club, Skianto (Rai 2), Propaganda Live (LA7).

### 2024-presente: Éxito con la canciónBaccalày Festival de San Remo 2025

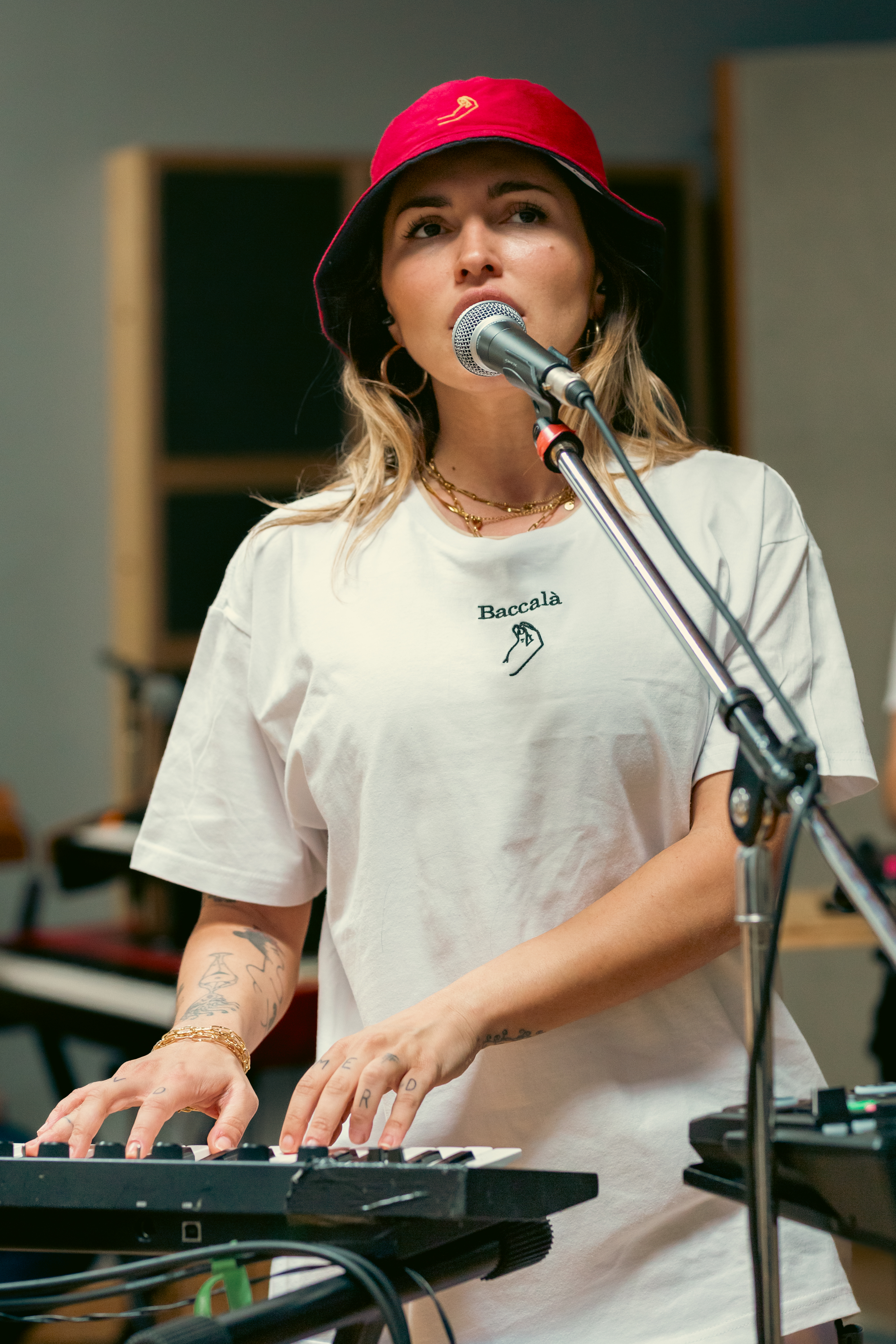
Serena Brancale en 2024

El 7 de febrero de 2024 se lanzó el single Baccalà, una canción creada en colaboración con Dropkick_m que mezcla el dialecto de Bari, la electrónica y la percusión con los dedos. El sencillo logró un gran éxito y se volvió viral en las redes sociales.
El 12 de abril de 2024 actuó con Annalisa en el PalaFlorio de Bari con motivo del Tour Tutti nel Vortice de la cantante de Savona. En julio fue invitado de Musicultura, un evento transmitido en directo por Rai 2.
Después de la canción Baccalà, siguieron los lanzamientos de los sencillos La zia el 10 de mayo de 2024 y Stu cafè el 21 de junio.
En febrero de 2025 participó en el concurso del 75° Festival de San Remo, esta vez en la sección "Campioni", con la canción Anema e core (una canción en dialecto de Bari con referencias al napolitano en homenaje al cantante Pino Daniele, de ahí el título). La canción ocupó el puesto vigésimo cuarto al final del evento. El 14 de febrero de 2025, durante la cuarta velada dedicada a las versiones, hizo un dueto con Alessandra Amoroso cantando el tema If I Ain't Got You de Alicia Keys, que quedó en el decimotercer puesto. La canción Anema e core alcanzó luego la décima posición en la lista Top Singles.

## Discografía

### Álbumes de estudio
- 2015 – Galleggiare
- 2019 – Vita da artista
- 2022 – Je sò accussì

### Álbumes en vivo
- 2011 – Serena Brancale Live

### Sencillos
- 2013 – Il gusto delle cose
- 2013 – La mia anima
- 2015 – Galleggiare
- 2019 – Vita da artista
- 2022 – Pessime intenzioni (con Ghemon)
- 2022 – Like a melody (con Roshelle)
- 2022 – Vieni a ballare in Puglia
- 2023 – Voglio di più (con Clementino)
- 2024 – Baccalà (con Dropkick_m)
- 2024 – La zia (con Dropkick_m)
- 2024 – Stu cafè
- 2025 – Anema e core

## Participación en certámenes de canto
- Festival de San Remo (Rai 1)
  - 2015 – No finalista en la sección “Nuevas propuestas” con Galleggiare
  - 2025 – 24º puesto en la sección "Campioni" con Anema e core

## Filmografía
- Mio cognato, dirigida por Alessandro Piva (2003)

## Premios y reconocimientos
- Premio Lunezia
  - 2018 – Premio al valor musical-literario de la trayectoria[9]
- Premio Salerno Jazz
  - 2023 – Premio a la trayectoria[30][31]